# Ignacy Czapski
Ignacy Czapski herbu Leliwa (ur. 1699, zm. 16 kwietnia 1746 w Rynkówce) – kasztelan gdański w latach 1737–1746, miecznik pruski w latach 1720–1737, chorąży malborski w latach 1717–1718.

## Życiorys
Syn Jana Chryzostoma, kasztelana elbląskiego. Mąż Teofili Konopackiej, córki Stanisława Aleksandra Konopackiego, kasztelana chełmińskiego.
Poseł województwa pomorskiego na sejm 1730 roku i sejm zwyczajny pacyfikacyjny 1735 roku. Urząd kasztelana gdańskiego sprawował w latach 1737–1746. 10 lipca 1737 roku podpisał we Wschowie konkordat ze Stolicą Apostolską.
Synowie Ignacego: Franciszek Stanisław Kostka, ostatni wojewoda chełmiński, Antoni Michał (1725–1792), generał polski, Józef (1722–1765), kasztelan elbląski.
Od Ignacego Czapskiego pochodzą hrabiowie pruscy.